# Eudemus van Rhodos
Eudemus van Rhodos (Oudgrieks: Ευδημος) was een filosoof uit de Griekse Oudheid, die leefde van ca. 370 tot ca. 300 v.Chr. Hij was een van de belangrijkste leerlingen van Aristoteles, redigeerde diens werk en maakte het toegankelijk. Zeker zo belangrijk is dat hij de eerste wetenschapshistoricus was.

## Leven
Eudemus werd geboren op het eiland Rhodos, maar bracht een groot deel van zijn leven door in Athene, waar hij zich in de filosofie bekwaamde in de Peripatetische School van Aristoteles. Eudemus, die langdurig en nauw met Aristoteles samenwerkte, gold als een van diens meest briljante leerlingen: hij en Theophrastus van Lesbos werden als enigen Aristoteles' "metgezellen" (hetairoi) genoemd in plaats van "leerlingen".
Van hen tweeën was Theophrastus naar het schijnt de meest briljante geest, die op een breed gebied Aristoteles' onderzoekingen voortzette. Eudemus verrichtte ook wel origineel onderzoek, maar zijn kracht lag toch vooral in de systematisering en een uitgekiende didactische presentatie van Aristoteles' ideeëngoed. Latere auteurs die commentaren op Aristoteles schreven, maakten vaak dankbaar gebruik van het voorwerk dat Eudemus had verricht. Daaraan danken wij dat, hoewel Eudemus' werk zelf niet is overgeleverd, wij wel veel citaten uit zijn werk en getuigenissen erover kennen, waaruit we ons een beeld van hem kunnen vormen.
Aristoteles wees kort voor zijn dood in 322 Theophrastus aan als zijn opvolger. Eudemus keerde daarna terug naar Rhodos, waar hij een eigen filosofische school vestigde en voortging met zijn eigen filosofische onderzoekingen en het redigeren van Aristoteles' werk.

## Wetenschapshistoricus
Eudemus was de eerste wetenschapshistoricus. Hij schreef, op aandringen van Aristoteles, geschiedenissen van de wiskunde en de sterrenkunde. Hoewel van deze geschriften alleen kleine fragmenten bewaard zijn gebleven die zijn overgeleverd in het werk van latere auteurs, zijn ze van onschatbare waarde. Alleen doordat latere auteurs Eudemus' werk hebben gebruikt, zijn we nu nog op de hoogte van de vroege geschiedenis en ontwikkeling van de Griekse wetenschap. In zijn historische werken liet Eudemus zien hoe de puur praktisch gerichte kennis en vaardigheden waarover andere volken (Egyptenaren, Babyloniërs) al eerder beschikten, bij de Grieken theoretisch werden onderbouwd en verdiept tot een filosofisch samenhangend systeem.
- Over de Geschiedenis van de rekenkunde (Arithmètikè historia) zijn de gegevens het meest summier: er is slechts één vermelding, waarin wordt gezegd dat Eudemus de ontdekking van de  Pythagoreërs besprak dat muzikale intervallen gekoppeld kunnen worden aan gehele getallen.

- Eudemus' Geschiedenis van de meetkunde (Geômetrikè historia) wordt bij veel meer auteurs genoemd, onder andere Proclus, Simplicius en Pappos van Alexandria. Daaruit weten we dat in dit boek onder andere ter sprake kwamen het werk van Thales van Milete, de Pythagoreërs, Oenopides en Hippocrates van Chios. Aan de orde kwamen onder meer de ontdekking van meetkundige stellingen en constructies (die in Eudemus' tijd werden gesystematiseerd in Euclides' Elementen), en de klassieke problemen van de Griekse meetkunde, zoals de kwadratuur van de cirkel en de verdubbeling van de kubus.

- Ook over Eudemus' Geschiedenis van de sterrenkunde (Astrologikè historia) weten we vrij veel, door gegevens bij Theon van Smyrna, Simplicius, Diogenes Laërtius, Clemens van Alexandrië, en anderen. Op basis van die gegevens is goed te reconstrueren welke sterrenkundige ontdekkingen in Griekenland werden gedaan tussen 600 en 350 v.Chr. en hoe zich in diezelfde periode de theorieën ontwikkelden over de aarde, zons- en maansverduisteringen, de bewegingen van hemellichamen, enz. Filosofen en astronomen die daarbij de revue passeren zijn Thales, Anaximandros, Anaximenes, Oenopides, Eudoxus, en anderen.

Nog twee andere geschiedwerken staan op naam van Eudemus, maar het auteurschap staat daarbij niet vast. Ten eerste zou hij een Geschiedenis van de theologie hebben geschreven, waarin de Babylonische, Egyptische en Griekse opvattingen over het ontstaan van het heelal werden besproken. Voorts zou hij een Geschiedenis van Lindos hebben geschreven (Lindos is een haven op Rhodos).
Ook zou Eudemus een boek met wonderverhalen over dieren hebben geschreven, maar omdat de strekking van dat werk volstrekt niet past bij de wetenschappelijke instelling die uit Eudemus' andere geschriften blijkt, wordt aangenomen dat hij niet de auteur ervan kan zijn geweest.

## Eudemus als Aristoteles-bewerker
Eudemus, Theophrastus, en andere leerlingen van Aristoteles hebben ervoor gezorgd dat het ideeëngoed van hun leermeester ook na diens dood in een betrouwbare vorm beschikbaar bleef, door het vast te leggen in een lange reeks van publicaties. Zij baseerden zich daarbij op Aristoteles' eigen geschriften, "college-aantekeningen", persoonlijke herinneringen, en dergelijke.
Zo wordt een van Aristoteles' geschriften nog altijd de Eudemische Ethica genoemd, vermoedelijk omdat Eudemus die tekst (licht) geredigeerd zou hebben. Belangrijker is dat Eudemus een aantal invloedrijke boeken schreef waarin hij het werk van Aristoteles verduidelijkte:
- Eudemus' Fysica was een compacte, didactische versie van Aristoteles' gelijknamige werk.
- Hij schreef twee of drie boeken op het gebied van de logica (Analytica en Categorieën (mogelijk hetzelfde boek) en Over het spreken (Peri lexeôs)), die vermoedelijk eveneens Aristoteles' ideeën behandelden.
- Voorts een meetkundig werk, Over de hoek (Peri gônias).

Een vergelijking tussen fragmenten van Eudemus en de corresponderende passages bij Aristoteles laat zien dat Eudemus een begenadigd docent was: hij systematiseert de stof, laat uitweidingen weg die van de grote lijn afleiden, illustreert abstracte uitspraken met concrete voorbeelden, verzint pakkende formuleringen en maakt af en toe een grap om de aandacht vast te houden.